# Manětínský potok
Manětínský potok är ett vattendrag i Tjeckien. Det ligger i den västra delen av landet, 80 km väster om huvudstaden Prag.